# یان کرمورگانت
یان کرمورگانت (انگلیسی: Yann Kermorgant؛ زادهٔ ۸ نوامبر ۱۹۸۱) بازیکن فوتبال اهل فرانسه است.
از باشگاه‌هایی که در آن بازی کرده‌است می‌توان به باشگاه فوتبال چارلتون اتلتیک، باشگاه فوتبال ونس، باشگاه فوتبال ای‌اف‌سی بورنموث، باشگاه فوتبال استاد رنس، باشگاه فوتبال ردینگ، و باشگاه فوتبال لستر سیتی اشاره کرد.